# Sikorsky R-6
Sikorsky R-6 là một loại trực thăng hai chỗ hạng nhẹ của Hoa Kỳ trong thập niên 1940. Không quân Hoàng gia và Hải quân Hoàng gia cũng sử dụng loại trực thăng này với tên gọi Hoverfly II.

## Biến thể

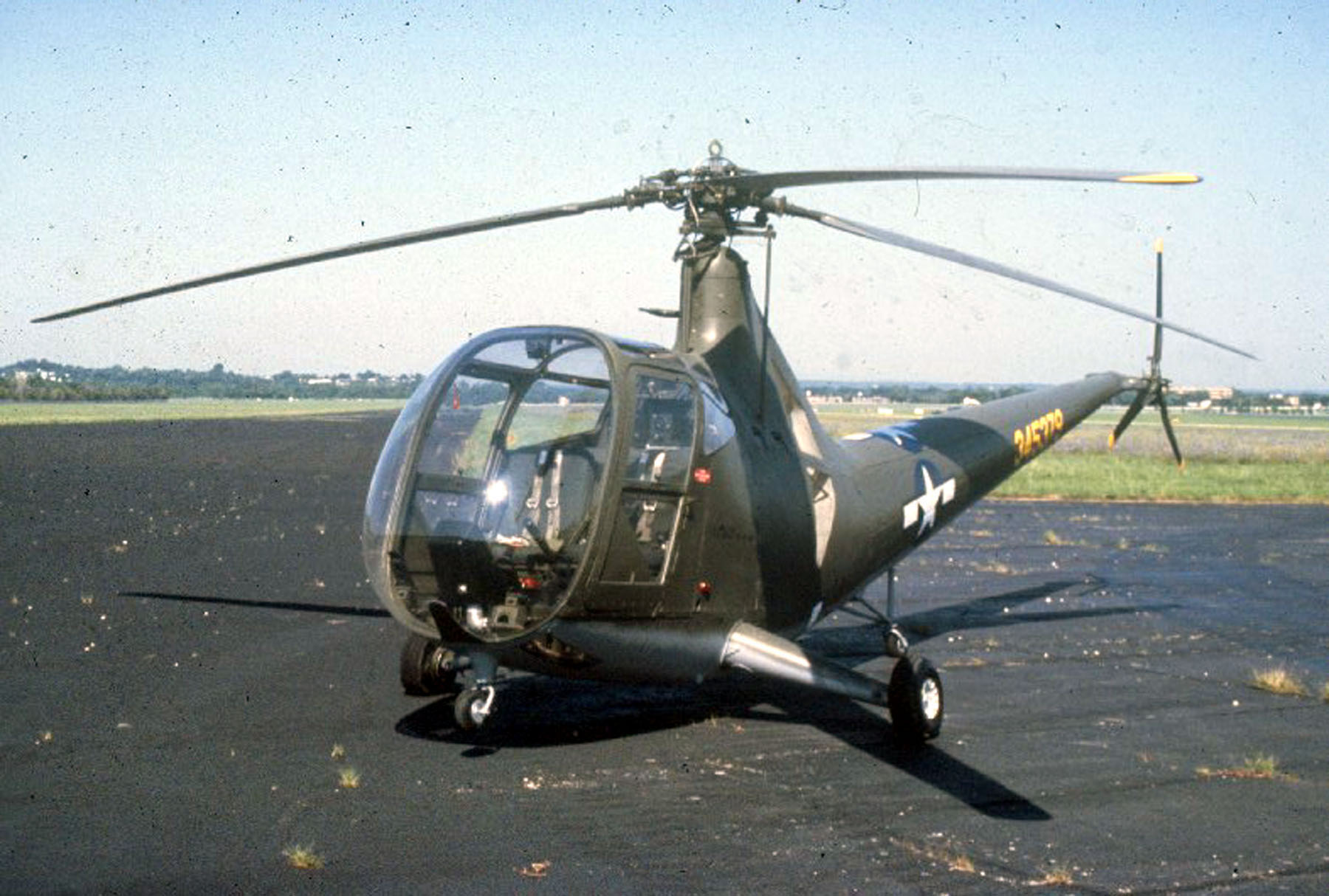
R-6A Hoverfly II tại bảo tàng USAF

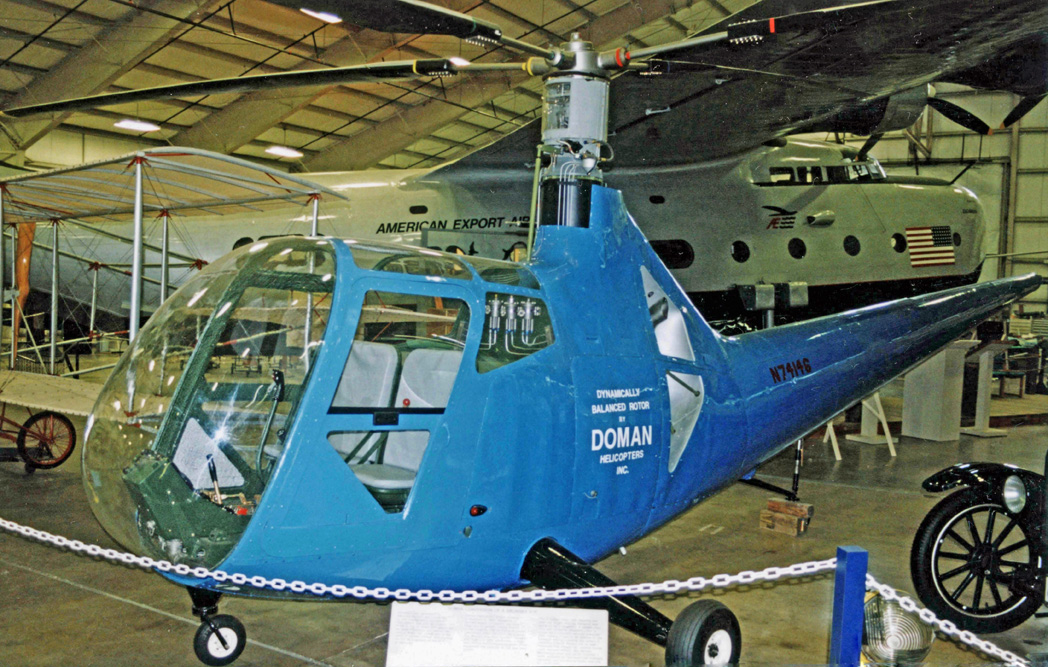
R-6 là cơ sở cho loại Doman LZ-1A, sử dụng khung thân của R-6A Hoverfly II. Chiếc này trưng bày tại Bảo tàng Hàng không New England ở Windsor Locks, Connecticut năm 2005

XR-6
XR-6A
YR-6A
R-6A
R-6B
XR-7
Doman LZ-1A

## Tính năng kỹ chiến thuật (R-6A)
Dữ liệu lấy từ Thetford, 1977
Đặc tính tổng quát
- Kíp lái: 1
- Sức chứa: 1
- Chiều dài: 47 ft 11 in (14,61 m)
- Trọng lượng có tải: 2.600 lb (1.179 kg)
- Động cơ: 1 × Franklin 0-405-9 , 240 hp (180 kW)
- Đường kính rô-to chính:    38 ft 0 in (11,58 m)

Hiệu suất bay
- Vận tốc cực đại: 100 mph (161 km/h; 87 kn)
- Trần bay: 10.000 ft (3.048 m)